# Kościół św. Stanisława w Szczepanowie
Kościół Świętego Stanisława – kościół cmentarny należący do parafii św. Marii Magdaleny i św. Stanisława Biskupa w Szczepanowie.
Jest to świątynia wzniesiona w 1781 roku i ufundowana przez Stanisława Lubomirskiego, marszałka wielkiego koronnego na miejscu pierwotnej, drewnianej z 1511 roku według tradycji na miejscu gdzie dawniej znajdował się dom Welisława i Bogny, rodziców św. Stanisława.
Kościół został wzniesiony w stylu klasycystycznym. Jest to budowla murowana wzniesiona z cegły i otynkowana. Świątynia jest jednonawowa i posiada węższe, prostokątne prezbiterium, przy którym od strony wschodniej znajduje się wydzielony przedsionek. Nawa została wzniesiona na planie kwadratu, wewnątrz posiada ścięte narożniki, złożona jest z przedsionka i dwóch piętrowych lokalności z jego lewej i prawej strony. Ściany zewnętrzne są zwieńczone gzymsem. Fasada zachodnia została zbudowana w kształcie rzymskiego łuku triumfalnego, trójpolowa i podzielona pilastrami podpierającymi belkowanie, nad którym znajduje się attyka. W polu środkowym, szerszym, lekko wysuniętym i zaakcentowanym trójkątnym przyczółkiem jest umieszczona półkolista arkada, w której znajduje się portal marmurowy z herbem Szreniawa w kartuszu. W polach bocznych znajdują się ślepe okna, nad którymi są umieszczone marmurowe tablice z napisami dotyczącymi fundacji świątyni. Na attyce znajduje się nasadnik z krzyżem i cztery kamienne wazony. Fasada wschodnia trójosiowa posiada dwie kondygnacje okien, pod którymi są umieszczone epitafia rodziny księdza Szczepana Kosseckiego. Okna w elewacjach bocznych są półkoliste. Nawę nakrywa dach dwuspadowy, spłaszczony, na dachu znajduje się wieżyczka na sygnaturkę, prezbiterium nakrywa dach trójspadowy. Wnętrze nakrywa strop płaski z fasetami, w nawie są zaznaczone podziały ramowe, z okalającym wydatnym gzymsem.